# Астрономическа единица
Астрономическа единица (международен символ au, среща се и a.u. и AU) е мерна единица за разстояние, представляваща средното аритметично на минималното и максималното разстояние на Земята до Слънцето (афелий и перихелий) или приблизително средното разстояние между тях. Понякога се означава на кирилица с АЕ. През 2006 г. BIMP определя
1 au = 149 597 870 700 m
или приблизително 150 млн. km.

## История
Астрономическата единица е претърпяла много редефиниции, както в стойността, така и в означението. Възприетата първоначално (1976 г.) от IAU стойност на астрономическата единица в системата на астрономическите константи е 149 597 870 691 ± 30 m, а означението – AU.
През 2009 г., потвърдено през 2012 г. IAU решава да свърже астрономическата единица със SI, определяйки за символ au и стойност от 149 597 870 700 m.

## Употреба
За SI астрономическата единица au е извънсистемна единица, но се допуска употребата ѝ в астрономията основно за определяне на разстояния или описване на орбити на обекти от нашата Слънчева система, тъй като дава добра представа за отдалечеността на тези обекти, съпоставени със средното разстояние на Земята от Слънцето.
За по-големите разстояния до други звезди или галактики се използва парсек (около 206 264,8 au) и светлинна година (приблизително равна на 63 241 au).